# Élections législatives de 1967 dans la Loire-Atlantique
Les élections législatives françaises de 1967 se déroulent les 5 et 12 mars 1967.  Dans le département de la Loire-Atlantique, huit députés sont à élire dans le cadre de huit circonscriptions.

## Élus
| Circonscription | Député sortant                                    | Parti | Parti   | Député élu ou réélu             | Parti | Parti       |
| --------------- | ------------------------------------------------- | ----- | ------- | ------------------------------- | ----- | ----------- |
| 1re             | Henry Rey                                         |       | UNR-UDT | Henry Rey                       |       | UD-Ve       |
| 2e              | Albert Dassié                                     |       | UNR-UDT | Christian Chauvel               |       | FGDS (SFIO) |
| 3e              | Benoît Macquet                                    |       | UNR-UDT | Benoît Macquet                  |       | UD-Ve       |
| 4e              | Louis Douineau suppléant de Olivier de Sesmaisons |       | RI      | Joseph-Henri Maujoüan du Gasset |       | RI          |
| 5e              | Xavier Hunault                                    |       | UNR-UDT | Xavier Hunault                  |       | UD-Ve       |
| 6e              | François Blancho                                  |       | SFIO    | Georges Carpentier              |       | FGDS (SFIO) |
| 7e              | Pierre Litoux                                     |       | UNR-UDT | Olivier Guichard                |       | UD-Ve       |
| 8e              | Lucien Richard                                    |       | UNR-UDT | Lucien Richard                  |       | UD-Ve       |

## Résultats

### Résultats à l'échelle du département
| Parti          | Parti                                           | Premier tour | Premier tour | Second tour | Second tour | Sièges |
| Parti          | Parti                                           | Voix         | %            | Voix        | %           | Sièges |
| -------------- | ----------------------------------------------- | ------------ | ------------ | ----------- | ----------- | ------ |
|                | Union des démocrates pour la Ve République      | 153 677      | 38,83        | 123 511     | 41,41       | 5      |
|                | Républicains indépendants                       | 17 576       | 4,44         | 29 360      | 9,84        | 1      |
|                | Modérés                                         | 12 948       | 3,27         | Retrait     | Retrait     | 0      |
|                | Union des républicains de progrès               | 184 201      | 46,54        | 152 871     | 51,26       | 6      |
|                |                                                 |              |              |             |             |        |
|                | Section française de l'Internationale ouvrière  | 57 183       | 14,45        | 106 501     | 35,71       | 2      |
|                | Convention des institutions républicaines       | 11 333       | 2,86         |             |             | 0      |
|                | Parti radical                                   | 4 033        | 1,02         | 0           |             |        |
|                | Fédération de la gauche démocrate et socialiste | 72 549       | 18,33        | 106 501     | 35,71       | 2      |
|                |                                                 |              |              |             |             |        |
|                | Progrès et démocratie moderne                   | 81 242       | 20,53        | 38 857      | 13,03       | 0      |
|                | Parti communiste français                       | 43 354       | 10,95        | Retrait     | Retrait     | 0      |
|                | Centre national des indépendants et paysans     | 7 606        | 1,92         |             |             | 0      |
|                | Parti socialiste unifié                         | 5 133        | 1,30         | 0           |             |        |
|                | Extrême droite                                  | 1 669        | 0,42         | 0           |             |        |
|                |                                                 |              |              |             |             |        |
| Inscrits       | Inscrits                                        | 490 792      | 100,00       | 388 114     | 100,00      | 8      |
| Abstentions    | Abstentions                                     | 87 327       | 17,79        | 80 681      | 20,79       |        |
| Votants        | Votants                                         | 403 465      | 82,21        | 307 433     | 79,21       |        |
| Blancs et nuls | Blancs et nuls                                  | 7 711        | 1,91         | 9 204       | 2,99        |        |
| Exprimés       | Exprimés                                        | 395 754      | 98,09        | 298 229     | 97,01       |        |

### Résultats ar circonscription

#### Première circonscription (Nantes-Ville)
| Candidat              | Candidat                | Parti          | Premier tour | Premier tour | Second tour | Second tour |  |
| Candidat              | Candidat                | Parti          | Voix         | %            | Voix        | %           |  |
| --------------------- | ----------------------- | -------------- | ------------ | ------------ | ----------- | ----------- |  |
|                       | Henry Rey sortant réélu | UD-Ve          | 27 169       | 42,55        | 32 972      | 52,71       |  |
|                       | André Routier-Preuvost  | FGDS (SFIO)    | 13 668       | 21,41        | 29 582      | 47,29       |  |
|                       | Michel Moreau           | PCF            | 8 153        | 12,77        |             |             |  |
|                       | Michel Gouesnard        | CD (PDM)       | 6 636        | 10,39        |             |             |  |
|                       | Bernard Lerat           | Modérés        | 4 905        | 7,68         |             |             |  |
|                       | Maurice Milpied         | PSU            | 2 687        | 4,21         |             |             |  |
|                       | Maurice Lepron          | Extrême droite | 634          | 0,99         |             |             |  |
|                       |                         |                |              |              |             |             |  |
| Inscrits              | Inscrits                | Inscrits       | 83 446       | 100,00       | 83 448      | 100,00      |  |
| Abstentions           | Abstentions             | Abstentions    | 18 708       | 22,42        | 19 011      | 22,78       |  |
| Votants               | Votants                 | Votants        | 64 738       | 77,58        | 64 437      | 77,22       |  |
| Blancs et nuls        | Blancs et nuls          | Blancs et nuls | 886          | 1,37         | 1 883       | 2,92        |  |
| Exprimés              | Exprimés                | Exprimés       | 63 852       | 98,63        | 62 554      | 97,08       |  |
| Source : Data.gouv.fr |                         |                |              |              |             |             |  |

#### Deuxième circonscription (Nantes - Saint-Herblain)
| Candidat              | Candidat              | Parti          | Premier tour | Premier tour | Second tour | Second tour |  |
| Candidat              | Candidat              | Parti          | Voix         | %            | Voix        | %           |  |
| --------------------- | --------------------- | -------------- | ------------ | ------------ | ----------- | ----------- |  |
|                       | Albert Dassié sortant | UD-Ve          | 17 944       | 38,26        | 22 323      | 48,45       |  |
|                       | Christian Chauvel élu | FGDS (SFIO)    | 11 229       | 23,94        | 23 752      | 51,55       |  |
|                       | Gilles Gravoille      | PCF            | 8 625        | 18,39        | Retrait     | Retrait     |  |
|                       | Yves Papon            | CD (PDM)       | 5 928        | 12,64        |             |             |  |
|                       | Michel Lucot          | CNIP           | 3 169        | 6,76         |             |             |  |
|                       |                       |                |              |              |             |             |  |
| Inscrits              | Inscrits              | Inscrits       | 61 219       | 100,00       | 61 222      | 100,00      |  |
| Abstentions           | Abstentions           | Abstentions    | 13 699       | 22,38        | 13 853      | 22,63       |  |
| Votants               | Votants               | Votants        | 47 520       | 77,62        | 47 369      | 77,37       |  |
| Blancs et nuls        | Blancs et nuls        | Blancs et nuls | 625          | 1,32         | 1 294       | 2,73        |  |
| Exprimés              | Exprimés              | Exprimés       | 46 895       | 98,68        | 46 075      | 97,27       |  |
| Source : Data.gouv.fr |                       |                |              |              |             |             |  |

#### Troisième circonscription (Nantes - Rezé - Bouguenais)
| Candidat              | Candidat                     | Parti          | Premier tour | Premier tour | Second tour | Second tour |  |
| Candidat              | Candidat                     | Parti          | Voix         | %            | Voix        | %           |  |
| --------------------- | ---------------------------- | -------------- | ------------ | ------------ | ----------- | ----------- |  |
|                       | Benoît Macquet sortant réélu | UD-Ve          | 19 570       | 41,17        | 23 752      | 50,78       |  |
|                       | Alexandre Plancher           | FGDS (SFIO)    | 13 742       | 28,91        | 23 021      | 49,22       |  |
|                       | Gilles Baraud                | PCF            | 5 721        | 12,04        |             |             |  |
|                       | Marcellin Verbe              | CR             | 4 967        | 10,45        |             |             |  |
|                       | Jules Péneau                 | CD (PDM)       | 3 529        | 7,42         |             |             |  |
|                       |                              |                |              |              |             |             |  |
| Inscrits              | Inscrits                     | Inscrits       | 59 242       | 100,00       | 59 233      | 100,00      |  |
| Abstentions           | Abstentions                  | Abstentions    | 11 042       | 18,64        | 11 649      | 19,67       |  |
| Votants               | Votants                      | Votants        | 48 200       | 81,36        | 47 584      | 80,33       |  |
| Blancs et nuls        | Blancs et nuls               | Blancs et nuls | 671          | 1,39         | 811         | 1,7         |  |
| Exprimés              | Exprimés                     | Exprimés       | 47 529       | 98,61        | 46 773      | 98,3        |  |
| Source : Data.gouv.fr |                              |                |              |              |             |             |  |

#### Quatrième circonscription (Ancenis - Orvault - Clisson)
| Candidat              | Candidat                            | Parti          | Premier tour | Premier tour | Second tour | Second tour |  |
| Candidat              | Candidat                            | Parti          | Voix         | %            | Voix        | %           |  |
| --------------------- | ----------------------------------- | -------------- | ------------ | ------------ | ----------- | ----------- |  |
|                       | Joseph-Henri Maujoüan du Gasset élu | RI             | 17 576       | 32,76        | 29 360      | 58,58       |  |
|                       | Maurice Moutel                      | CD (PDM)       | 14 719       | 27,43        | 20 763      | 41,42       |  |
|                       | Augustin Bonnet                     | Modérés        | 8 043        | 14,99        | Retrait     | Retrait     |  |
|                       | Jean-Baptiste Max Deraison          | FGDS (CIR)     | 6 146        | 11,45        |             |             |  |
|                       | Michel Bonnet                       | CNIP           | 4 437        | 8,27         |             |             |  |
|                       | Émile David                         | PCF            | 2 737        | 5,1          |             |             |  |
|                       |                                     |                |              |              |             |             |  |
| Inscrits              | Inscrits                            | Inscrits       | 65 129       | 100,00       | 65 123      | 100,00      |  |
| Abstentions           | Abstentions                         | Abstentions    | 9 704        | 14,9         | 12 310      | 18,9        |  |
| Votants               | Votants                             | Votants        | 55 425       | 85,1         | 52 813      | 81,1        |  |
| Blancs et nuls        | Blancs et nuls                      | Blancs et nuls | 1 767        | 3,19         | 2 690       | 5,09        |  |
| Exprimés              | Exprimés                            | Exprimés       | 53 658       | 96,81        | 50 123      | 94,91       |  |
| Source : Data.gouv.fr |                                     |                |              |              |             |             |  |

#### Cinquième circonscription (Châteaubriant)
|                       | Xavier Hunault sortant réélu | UD-Ve          | 24 852 | 62,28  |  |  |  |
|                       | Charles Gautier              | CD (PDM)       | 7 890  | 19,77  |  |  |  |
|                       | Jean Pierre                  | FGDS (Radical) | 4 033  | 10,11  |  |  |  |
|                       | Maurice Jarry                | PCF            | 3 128  | 7,84   |  |  |  |
|                       |                              |                |        |        |  |  |  |
| Inscrits              | Inscrits                     | Inscrits       | 47 147 | 100,00 |  |  |  |
| Abstentions           | Abstentions                  | Abstentions    | 6 101  | 12,94  |  |  |  |
| Votants               | Votants                      | Votants        | 41 046 | 87,06  |  |  |  |
| Blancs et nuls        | Blancs et nuls               | Blancs et nuls | 1 143  | 2,78   |  |  |  |
| Exprimés              | Exprimés                     | Exprimés       | 39 903 | 97,22  |  |  |  |
| Source : Data.gouv.fr |                              |                |        |        |  |  |  |

#### Sixième circonscription (Saint-Nazaire)
| Candidat              | Candidat               | Parti          | Premier tour | Premier tour | Second tour | Second tour |  |
| Candidat              | Candidat               | Parti          | Voix         | %            | Voix        | %           |  |
| --------------------- | ---------------------- | -------------- | ------------ | ------------ | ----------- | ----------- |  |
|                       | André Rochard          | UD-Ve          | 15 900       | 28,87        | 23 949      | 44,27       |  |
|                       | Georges Carpentier élu | FGDS (SFIO)    | 15 117       | 27,45        | 30 146      | 55,73       |  |
|                       | Nestor Rombeaut        | CD (PDM)       | 8 733        | 15,86        | Retrait     | Retrait     |  |
|                       | Maurice Rocher         | PCF            | 8 437        | 15,32        | Retrait     | Retrait     |  |
|                       | Jean Pauchard          | CR             | 3 411        | 6,19         |             |             |  |
|                       | Jean Aubry             | PSU            | 2 446        | 4,44         |             |             |  |
|                       | Jean-Yves Boquien      | Extrême droite | 1 035        | 1,88         |             |             |  |
|                       |                        |                |              |              |             |             |  |
| Inscrits              | Inscrits               | Inscrits       | 69 496       | 100,00       | 69 491      | 100,00      |  |
| Abstentions           | Abstentions            | Abstentions    | 13 637       | 19,62        | 14 098      | 20,29       |  |
| Votants               | Votants                | Votants        | 55 859       | 80,38        | 55 393      | 79,71       |  |
| Blancs et nuls        | Blancs et nuls         | Blancs et nuls | 780          | 1,4          | 1 298       | 2,34        |  |
| Exprimés              | Exprimés               | Exprimés       | 55 079       | 98,6         | 54 095      | 97,66       |  |
| Source : Data.gouv.fr |                        |                |              |              |             |             |  |

#### Septième circonscription (Guérande - La Baule - Pontchâteau)
| Candidat              | Candidat             | Parti          | Premier tour | Premier tour | Second tour | Second tour |  |
| Candidat              | Candidat             | Parti          | Voix         | %            | Voix        | %           |  |
| --------------------- | -------------------- | -------------- | ------------ | ------------ | ----------- | ----------- |  |
|                       | Olivier Guichard élu | UD-Ve          | 19 579       | 47,72        | 20 515      | 53,14       |  |
|                       | Bernard Legrand      | CD (PDM)       | 14 026       | 34,19        | 18 094      | 46,86       |  |
|                       | Joseph Autret        | PCF            | 3 996        | 9,74         |             |             |  |
|                       | Maurice Cormier      | FGDS (SFIO)    | 3 427        | 8,35         |             |             |  |
|                       |                      |                |              |              |             |             |  |
| Inscrits              | Inscrits             | Inscrits       | 49 599       | 100,00       | 49 597      | 100,00      |  |
| Abstentions           | Abstentions          | Abstentions    | 7 965        | 16,06        | 9 760       | 19,68       |  |
| Votants               | Votants              | Votants        | 41 634       | 83,94        | 39 837      | 80,32       |  |
| Blancs et nuls        | Blancs et nuls       | Blancs et nuls | 606          | 1,46         | 1 228       | 3,08        |  |
| Exprimés              | Exprimés             | Exprimés       | 41 028       | 98,54        | 38 609      | 96,92       |  |
| Source : Data.gouv.fr |                      |                |              |              |             |             |  |

#### Huitième circonscription (Paimbœuf - Pornic)
|                       | Lucien Richard sortant réélu | UD-Ve          | 28 663 | 59,95  |  |  |  |
|                       | Norbert Lerat                | CD (PDM)       | 7 304  | 15,28  |  |  |  |
|                       | Robert Esnault               | FGDS (CIR)     | 5 187  | 10,85  |  |  |  |
|                       | Yves Quérouil                | CR             | 4 099  | 8,57   |  |  |  |
|                       | Rolland Trouillard           | PCF            | 2 557  | 5,35   |  |  |  |
|                       |                              |                |        |        |  |  |  |
| Inscrits              | Inscrits                     | Inscrits       | 55 514 | 100,00 |  |  |  |
| Abstentions           | Abstentions                  | Abstentions    | 6 471  | 11,66  |  |  |  |
| Votants               | Votants                      | Votants        | 49 043 | 88,34  |  |  |  |
| Blancs et nuls        | Blancs et nuls               | Blancs et nuls | 1 233  | 2,51   |  |  |  |
| Exprimés              | Exprimés                     | Exprimés       | 47 810 | 97,49  |  |  |  |
| Source : Data.gouv.fr |                              |                |        |        |  |  |  |